# Mona Niklasson
Mona Birgitta Niklasson, född 26 augusti 1948 i Göteborg, är en svensk målare, tecknare, grafiker och skulptör. 
Mona Niklasson är utbildad vid Dômen konstskola och Hovedskous målarskola i Göteborg. Hon är representerad hos Mölndals kommun, Bohuslandstinget, Göteborgs konstnämnd, Statens konstråd, Vara kommun, Västra Götalandsregionen och Borås kommun.
Mona Niklasson använder ett flertal tekniker som teckning, grafik, måleri samt skulpterar, gärna i terrakotta. Hundar och hästar finns ofta med i hennes verk.